# Luzzasco Luzzaschi

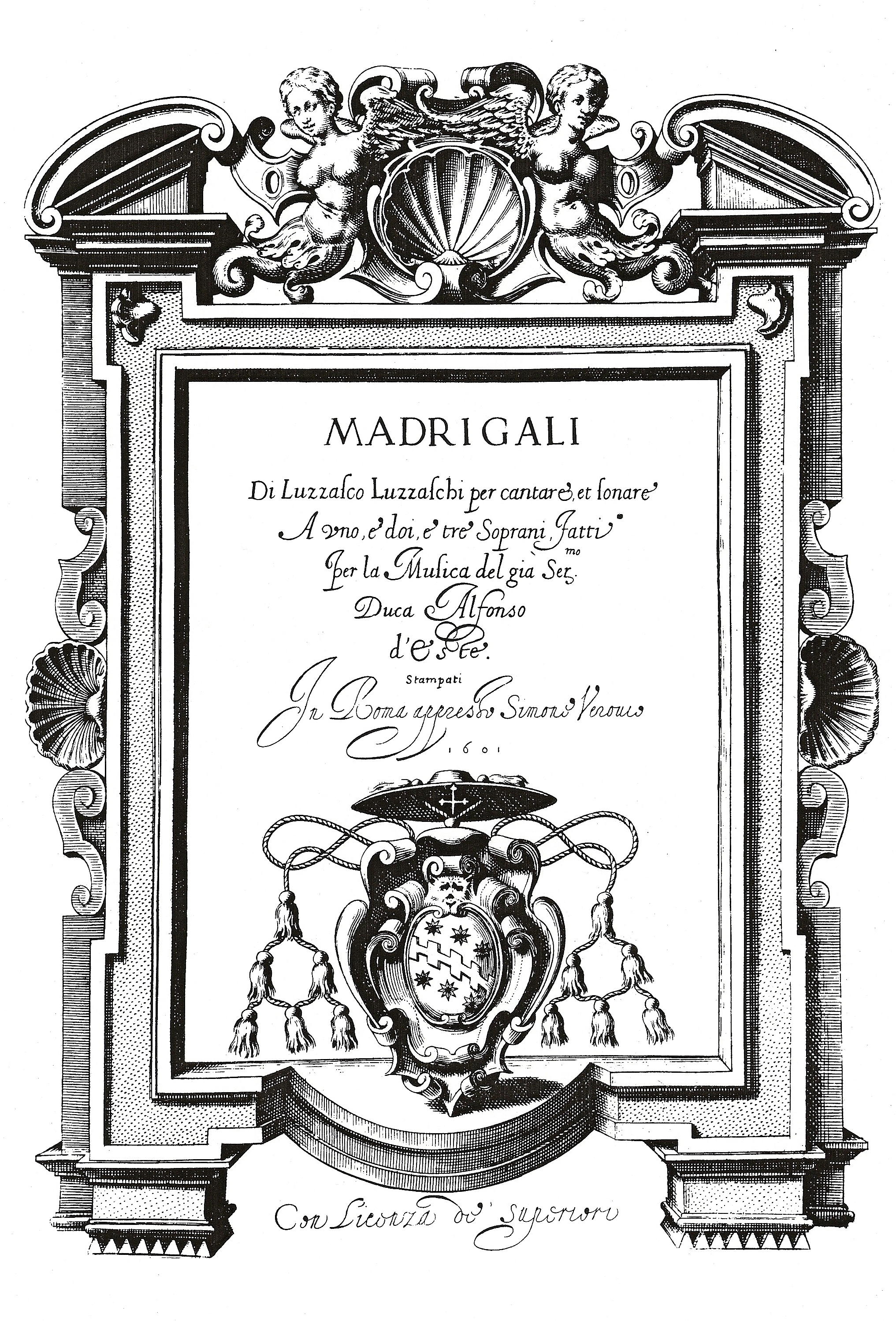
Capa de seu livro de madrigais de 1601

Luzzasco Luzzaschi (Ferrara, c. 1545 - Ferrara, 10 de setembro de 1607) foi um compositor, maestro, professor e organista italiano.
Ele é mais conhecido por seus madrigais, mas foi um grande pedagogo e organista. Estudou com Cipriano de Rore e quando adulto serviu como organista na corte de Afonso II d'Este. Também foi maestro do célebre Concerto delle Donne, uma orquestra feminina, e mentor de Girolamo Frescobaldi.
Foi um insigne representante da escola maneirista de madrigalistas, mas ao contrário do uso de sua época, a voz de soprano usualmente era mais ornamentada, além de ele prover um acompanhamento para teclado escrito integralmente. Além dos madrigais, compôs música sacra.